# Sjönsjö
Sjönsjö är en sjö i Säffle kommun i Värmland och ingår i Göta älvs huvudavrinningsområde. Sjön är 8 meter djup, har en yta på 6,34 kvadratkilometer och befinner sig 53 meter över havet. Sjön avvattnas av vattendraget Sätersälven.

## Delavrinningsområde
Sjönsjö ingår i det delavrinningsområde (656305-132939) som SMHI kallar för Utloppet av Sjönsjö. Medelhöjden är 65 meter över havet och ytan är 21,52 kvadratkilometer. Räknas de 2 avrinningsområdena uppströms in blir den ackumulerade arean 52,59 kvadratkilometer. Sätersälven som avvattnar avrinningsområdet har biflödesordning 4, vilket innebär att vattnet flödar genom totalt 4 vattendrag innan det når havet efter 215 kilometer. Avrinningsområdet består mestadels av skog (40 procent) och jordbruk (21 procent). Avrinningsområdet har 6,33 kvadratkilometer vattenytor vilket ger det en sjöprocent på 29,4 procent.